# Blackmore's Night
Blackmore's Night je britsko-americká folkrocková skupina, inspirující se renesanční hudbou. Vedou ji kytarista Ritchie Blackmore a zpěvačka a textařka Candice Night. V současné době ve skupině působí také bubeník Malcolm Dick, klávesista Bard David of Larchmont, houslistka Gypsy Rose a baskytarista Earl Grey of Chamay. Skupina vznikla z romantického vztahu mezi Blackmorem a Night, který byl dán částečně také jejich společným zájmem o renesanční hudbu. Jejich prvním společným albem, které bylo především v Evropě velmi úspěšné, bylo Shadow of the Moon (1997).

## Diskografie

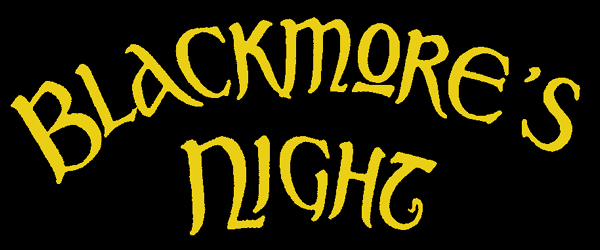
logo použité na několika albech

- Shadow of the Moon (1997)
- Under a Violet Moon (1999)
- Fires at Midnight (2001)
- Ghost of a Rose (2003)
- The Village Lanterne (2006)
- Winter Carols (2006)
- Secret Voyage (2008)
- Autumn Sky (2010)
- Dancer and the Moon (2013)
- All Our Yesterdays (2015)
- Nature's Light (2021)